# Dimitrij Kotschnew
Dimitrij Kotschnew (ros. Дмитрий Александрович Кочнев - Dmitrij Aleksandrowicz Koczniew; ur. 15 lipca 1981 w Karagandzie, Kazachska SRR) – niemiecki hokeista pochodzenia kazachsko-rosyjskiego. Reprezentant Niemiec. Posiada niemieckie i rosyjskie obywatelstwo.

## Kariera
- Crocodiles Hamburg (2000-2001)
- Iserlohn Roosters (2001-2007)
  -  Straubing Tigers (2002-2003)
  -  Füchse Duisburg (2003-2004)
- Nürnberg Ice Tigers (2007-2008)
- Spartak Moskwa (2008-2010)
- Łokomotiw Jarosław (2010-2011)
- Atłant Mytiszczi (2011-2012)
- Hamburg Freezers (2012-2016)

Karierę hokejową rozpoczął w wieku 7 lat w klubie Awtomobilist Karaganda w ówczesnym ZSRR (obecnie sukcesorem klubu jest Kazakmys Sätbajew w Kazachstanie). Dwa lata później przeprowadził się z rodziną do Niemiec, jako że jego matka była niemieckiego pochodzenia (jego ojciec był piekarzem). Zamieszkali w Hamburgu a Koczniew kontynuował tam karierę. Do 2008 roku występował w klubach niemieckich. W latach 2008–2009 grał w czterech sezonach rozgrywek KHL. okresie występów w Spartaku i Atłancie wraz z nim występował w tych drużynach inny niemiecki hokeista rosyjskiego pochodzenia, Eduard Lewandowski. Po zakończeniu sezonu KHL (2011/2012) postanowił powrócić do rodzinnego miasta w Niemczech i od maja 2012 roku został zawodnikiem Hamburg Freezers. Odszedł z klubu po sezonie 2015/2016, gdy władze klubu z Hamburga wycofały zespół z DEL.
Z reprezentacją Niemiec wystąpił na pięciu turniejach mistrzostw świata: 2007, 2008, 2009, 2010, 2012.
W trakcie kariery określany pseudonimem Dimi.

## Sukcesy

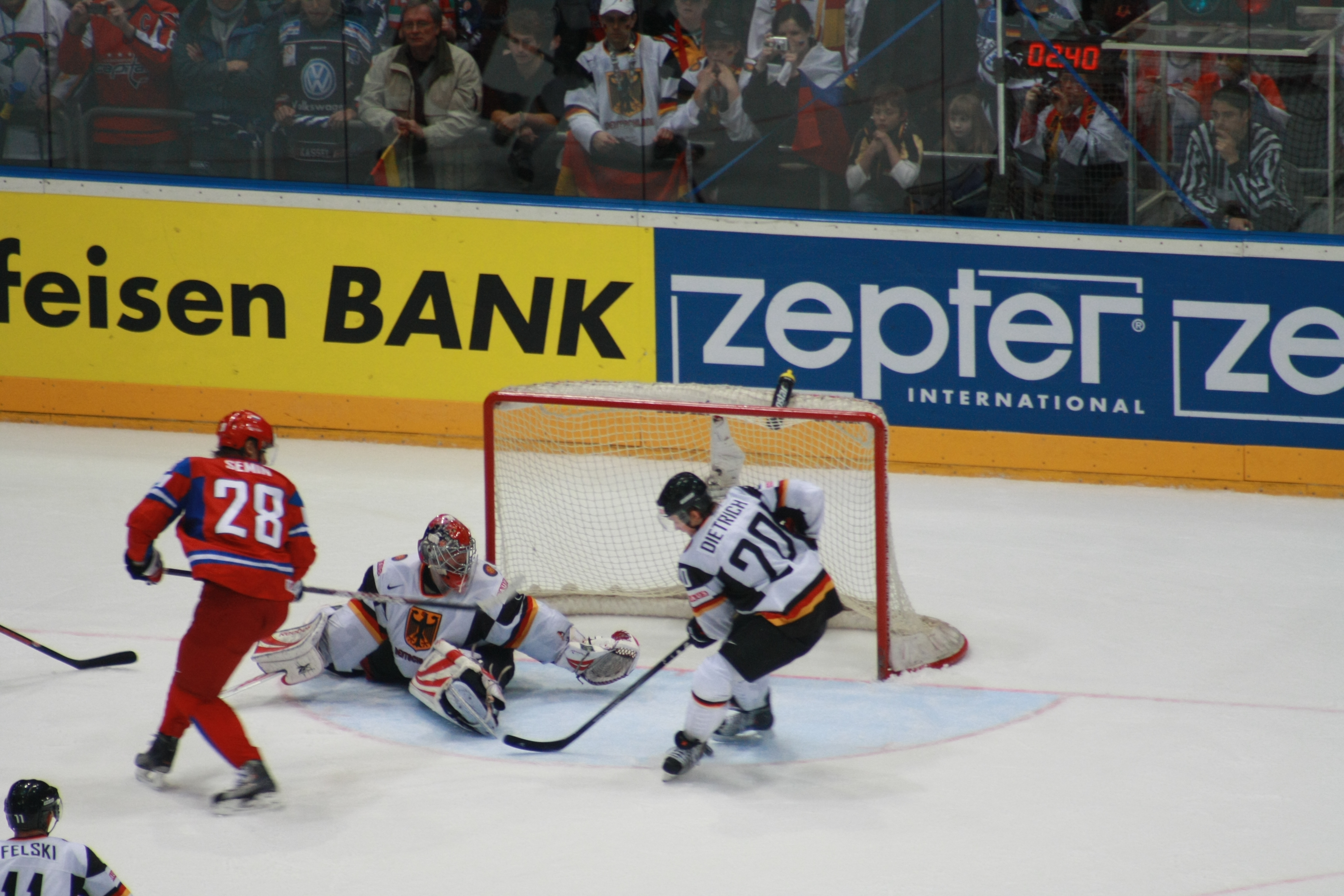
Dimitrij Kotschnew w barwach Niemiec na MŚ 2010 w meczu z Rosją. Przed nim Robert Dietrich i Rosjanin Aleksandr Siomin

Klubowe
- Brązowy medal mistrzostw Rosji: 2011 z Łokomotiwem Jarosław

Indywidualne
- Sportowiec roku w Iserlohn: 2005
- DEL (2006/2007):
  - Mecz Gwiazd ligi
- DEL (2007/2008):
  - Mecz Gwiazd ligi
  - Najlepszy bramkarz ligi
- KHL (2008/2009):
  - Najlepszy bramkarz miesiąca - luty 2009
- KHL (2009/2010):
  - Trzecie miejsce w klasyfikacji meczów bez straty gola w fazie play-off: 2
- KHL (2010/2011):
  - Trzecie miejsce w klasyfikacji zwycięstw meczowych wśród bramkarzy: 24